# The End of Everything (álbum)
The End of Everything es el segundo álbum de estudio de Voodoo Child, seudónimo del músico electrónico estadounidense Moby. Fue lanzado en julio de 1996 por los sellos discográficos Trophy, Mute y Elektra.

## Lanzamiento
The End of Everything fue lanzado el 16 de julio de 1996 por los sellos discográficos Trophy y Mute.
La versión estadounidense del álbum incluía el nombre de Moby en la portada, además de «Voodoo Child», y fue lanzada por Elektra el 29 de julio de 1997, más de un año después de su lanzamiento internacional. La duración de esta versión es 66:19, aproximadamente 13 minutos más que su lanzamiento original. Esto se debió principalmente a una lista de canciones diferente, incluida la adición de «Reject» (una pista que apareció originalmente en «Little Idiot»), una versión ligeramente extendida de «Honest Love», una versión ambiental de «Dog Heaven» y la eliminación de «Animal Sight».

## Recepción
The End of Everything ha sido en general bien recibido por la crítica. Ryan Schreiber de Pitchfork comparó el álbum con Brian Eno, escribiendo: «Rezumando a través de tus auriculares como la niebla a través de los faros, The End of Everything suena más como música para un viaje en coche por una mañana de primavera que como una visión apocalíptica. Y eso es algo bueno. [...] Es algo grandioso cuando un artista desentierra sus raíces, descubre lo que hay ahí abajo y crea bondad saludable a partir de lo que ha encontrado. The End of Everything es un ejemplo brillante de que, a pesar de su anterior lanzamiento de hard rock, este loco de Jesús calvo no se ha vuelto loco».

## Listado de pistas
Versión del Reino Unido
1. «Dog Heaven» - 6:09
2. «Patient Love» - 9:43
3. «Great Lake» - 8:58
4. «Gentle Love» - 8:17
5. «Honest Love» - 6:07
6. «Slow Motion Suicide» - 7:08
7. «Animal Sight» - 7:18

Versión de Estados Unidos
1. «Patient Love» - 9:51
2. «Great Lake» - 8:58
3. «Gentle Love» - 8:17
4. «Honest Love» - 7:27
5. «Slow Motion Suicide» - 7:07
6. «Dog Heaven» - 6:03
7. «Reject» - 18:27